# Annie Dutoit (Schauspielerin)
Annie Dutoit (* 4. Oktober 1970 in Bern) ist eine Schweizer Professorin, Rezitatorin, Schauspielerin und Musikjournalistin. Sie doziert an der Arizona State University und war in diversen Stücken in mehreren Ländern auf der Bühne zu sehen. 

## Leben und Wirken
Annie Dutoit ist im Jahr 1970 in der Frauenklinik Bern geboren. Sie ist die Tochter der schweizerisch-argentinischen Pianistin Martha Argerich und des Schweizer Dirigenten Charles Dutoit. Dutoit studierte Latein und Griechisch und erwarb einen Bachelor in vergleichender Literatur von der Princeton University. Anschliessend absolvierte sie einen Masterabschluss an der New York University in Journalismus und promovierte an der Columbia University in Französisch und romanischer Philologie. In ihrer Dissertation befasste sie sich mit der Interaktion zwischen Politik und der Ästhetik antisemitischer Schriften in Frankreich. Sie hielt Lehrtätigkeiten an diversen amerikanischen Universitäten, darunter am Barnard College in New York, inne und ist Professorin an der Arizona State University, wo sie zu Literatur und europäischer Ideengeschichte unterrichtet. Während des Verfolgens ihrer akademischen Karriere entdeckte Dutoit eine Leidenschaft für die performative Kunst und ist seither ebenfalls als Schauspielerin und Rezitatorin tätig.
Dutoit ist Mutter von zwei Kindern und lebt in Genf, Brüssel und Arizona.

## Künstlerische Tätigkeiten
Am 70. Jahrestag des Ende des Zweiten Weltkrieges rezitierte sie in Hiroshima Texte von Überlebenden der Konzentrationslager und der Atombombe. Ein Jahr später, 2016, war Dutoit für das klassische Musikfestival Septembre Musical in Montreux-Vevey engagiert. Auch in der Schauspielerei tätig, war Dutoit in John Cages Stück The City wears a Slouched Hat und in Igor Strawinskys L’histoire du Soldat zu sehen. Weiter wirkte Dutoit in Stücken von Saint-Säens, Darius Milhaud und Ravel mit. Sie trat in den USA, Japan, der Schweiz, Frankreich und Polen auf.